# Picea jezoensis
Picea jezoensis es una especie arbórea de la familia de las pináceas, género de las píceas, originaria del noreste de Asia. 

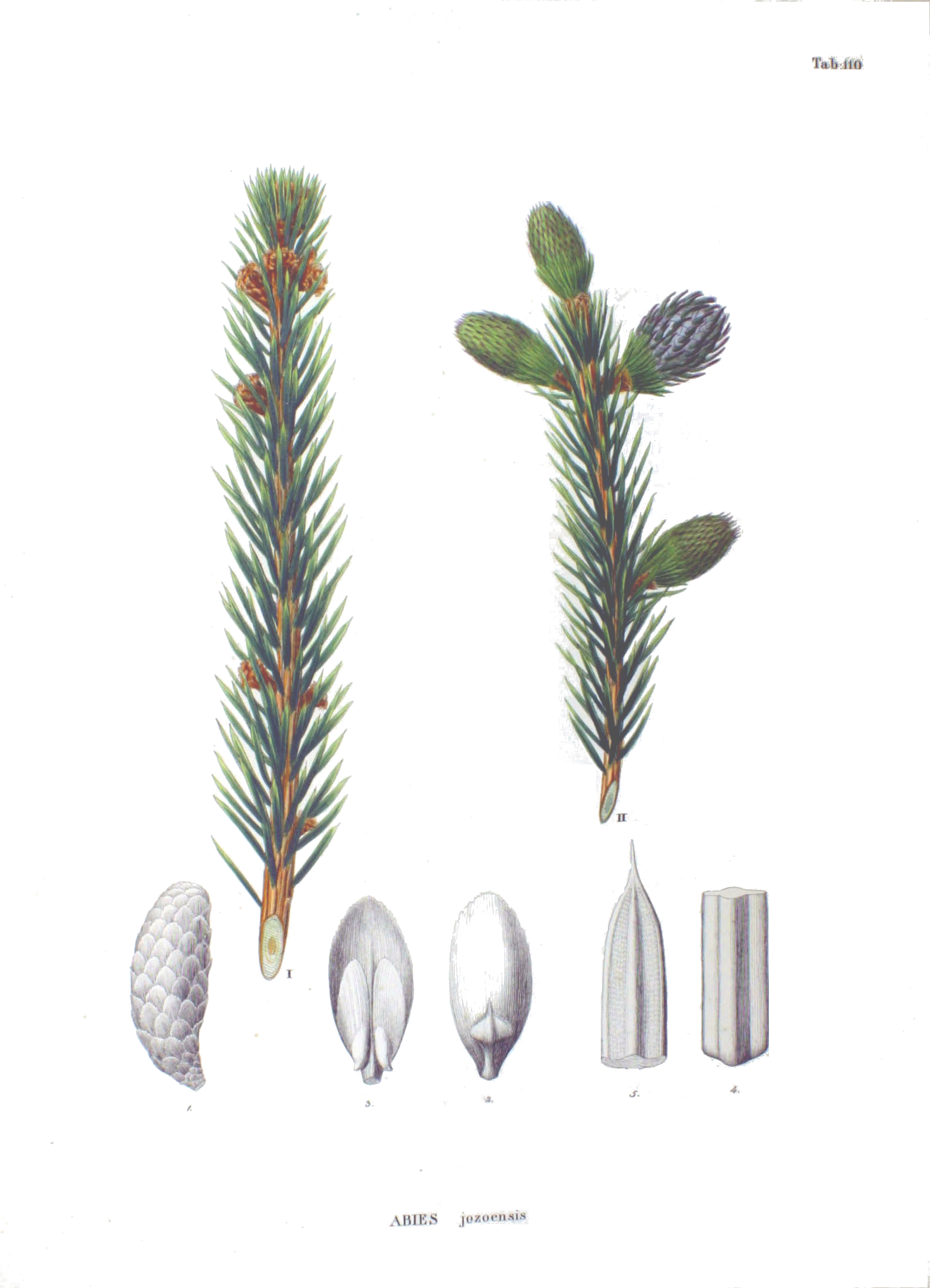
Detalles

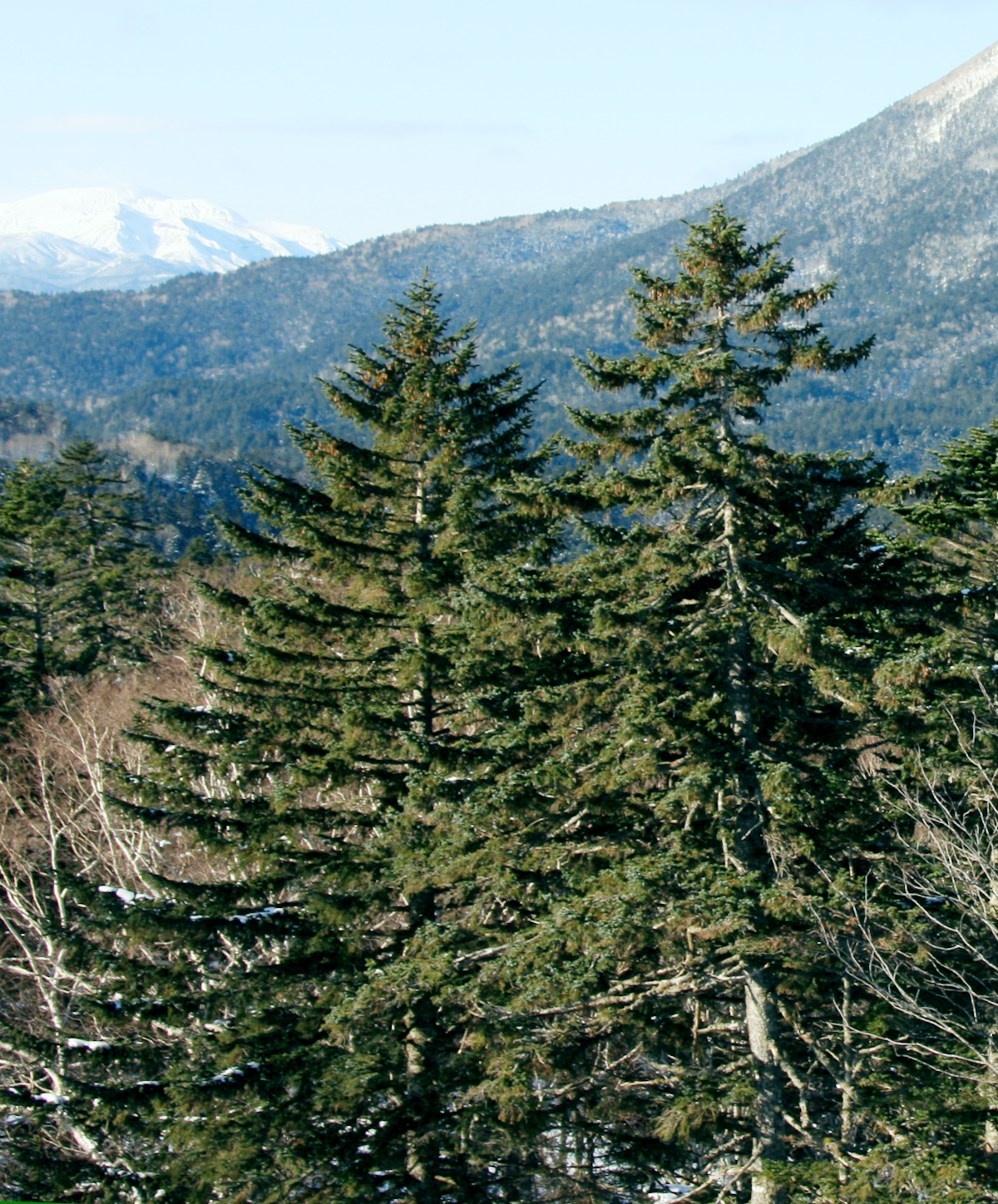
En su hábitat

## Descripción
Es un gran árbol siempreverde que crece hasta los 30-50 m de alto y con un diámetro en el tronco de hasta 2 m. Es originaria del noreste de Asia, desde las montañas del centro de Japón y los montañas Changbai en la frontera entre China y Corea del Norte, por el norte hasta Siberia oriental, incluyendo el Sijoté-Alín, las islas Kuriles, Sajalín y la península de Kamchatka. Se encuentra en bosques templados húmedos pero fríos, y en ningún lugar su área de distribución supera más de los 400 kilómetros desde el océano Pacífico.
La corteza es fina y escamosa, fisurándose en los árboles viejos. La copa es ancha y cónica. Las hojas son acículas de 15-20 mm de largo, 2 mm de ancho, aplanadas, verde oscuro en el haz sin estomas y de blanco azulado a blanco en el envés con dos densas bandas de estomas. 
Los estróbilos son colgantes, cilíndricos, delgados, de 4-7 cm de largo y 2 cm de ancho cuando están cerrados, abriéndose luego hasta los 3 cm. 
Hay dos subespecies geográficas, tratadas como variedades por algunos autores, y como especies distintas por otros:
- Picea jezoensis subsp. jezoensis (en inglés, Jezo Spruce, literalmente "pícea de Jezo"). Toda la zona de distribución excepto la de abajo, al sur de Hokkaidō, Japón. Los brotes son de un pardo muy claro, casi blanco, las bandas de estomas blanco azulado, los conos pardo claro con escamas flexibles.
- Picea jezoensis subsp. hondoensis (Mayr) P. A. Schmidt (Pícea de Hondo[2]). Una población aislada en el Sur, a grandes alturas en el centro de la isla de Honshū en Japón. Brotes pardos a pardo-rojizos, menos a menudo muy claros; bandas de estomas de blanco brillante, los conos pardo anaranjados con escamas rígidas.

La Picea jezoensis está estrechamente emparentada con la pícea de Sitka (Picea sitchensis), que la reemplaza al otro lado del Pacífico norte. Ellas, en particular la subespecie jezoensis, puede ser difícil de distinguir, siendo el rasgo más determinante la ausencia de estomas en el haz de las hojas de P. jezoensis. Sus hojas son también algo más 
Sus hojas son también algo más romas, menos bruscamente inclinadas por punta de la espina, que la Pícea de Sitka.

## Usos

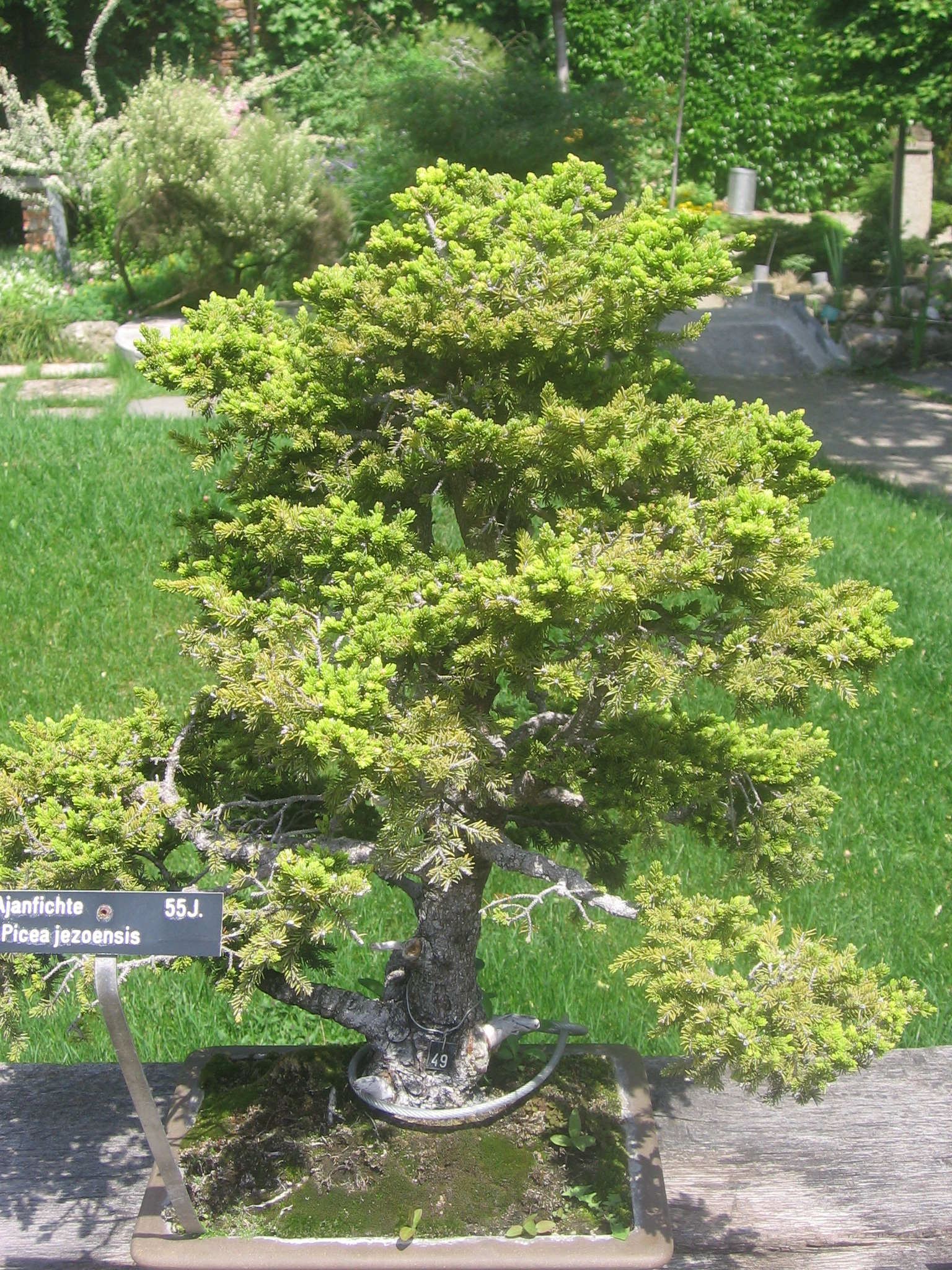
Picea jezoensis

La Picea jezoensis es importante para el Extremo oriente ruso y el norte de Japón, para madera y producción de papel. Mucho de lo que se corta se cosecha de manera no sostenible (y a menudo ilegalmente) de bosques naturales prístinos.
Ocasionalmente se planta como un árbol ornamental en grandes jardines.
El instrumento musical de cuerda propio de los ainu llamado tonkori tiene el cuerpo hecho con madera de Picea jezoensis. 

## Taxonomía
Picea jezoensis fue descrita por (Siebold & Zucc.) Carr. y publicado en Traité Général des Conifères 255. 1855.
Etimología
Picea; nombre genérico que es tomado directamente del latín pix = "brea", nombre clásico dado a un pino que producía esta sustancia
jezoensis: epíteto
Variedades aceptadas
- Picea jezoensis subsp. hondoensis (Mayr) P.A.Schmidt
- Picea jezoensis var. komarovii (V.N.Vassil.) W.C.Cheng & L.K.Fu

Sinonimia
- Abies ajanensis (Fisch. ex Carrière) Rupr. & Maxim.
- Abies ajanensis Lindl. & Gord.
- Abies ajanensis var. microsperma (Lindl.) Mast.
- Abies firma var. jezoensis (Siebold & Zucc.) Carrière
- Abies jezoensis Siebold & Zucc.
- Abies microsperma Lindl.
- Picea ajanensis Fisch. ex Carrière
- Picea ajanensis var. microsperma (Lindl.) Mast.
- Picea ajanensis var. subintegerrima Trautv. & C.A.Mey.
- Picea austromandshurica Silba
- Picea kamtchatkensis Lacass.
- Picea manshurica Nakai
- Picea microsperma (Lindl.) Carrière
- Picea yezomonii Beissn.
- Pinus firma var. jezoensis (Siebold & Zucc.) Endl.
- Pinus jezoensis (Siebold & Zucc.) Antoine
- Pinus jezoensis f. microsperma (Lindl.) Voss
- Pseudotsuga jezoensis (Siebold & Zucc.) W.R.McNab
- Tsuga ajanensis (Fisch. ex Carrière) Regel
- Veitchia japonica Lindl.[5]